# Tanzania ai Giochi della XXXI Olimpiade
La Tanzania ha partecipato ai Giochi della XXXI Olimpiade, che si sono svolti a Rio de Janeiro, Brasile, dal 5 al 21 agosto 2016, con una delegazione di sette atleti impegnati in tre discipline: atletica leggera, judo e nuoto. Portabandiera alla cerimonia di apertura è stato il judoka Andrew Thomas Mlugu.
Si è trattato della tredicesima partecipazione di questo paese ai Giochi. Non sono state conquistate medaglie.

## Atletica leggera
- Maratona maschile - 3 atleti (Saidi Makula, Fabiano Joseph Naasi, Alphonce Felix Simbu)
- Maratona femminile - 1 atleta (Sara Ramadhani)

## Judo
- 73 kg maschili - 1 atleta (Andrew Thomas Mlugu)

## Nuoto
- 50 m stile libero maschili - 1 atleta (Hilal Hemed Hilal)
- 50 m stile libero femminili - 1 atleta (Magdalena Moshi)